# Palazzo Capranica

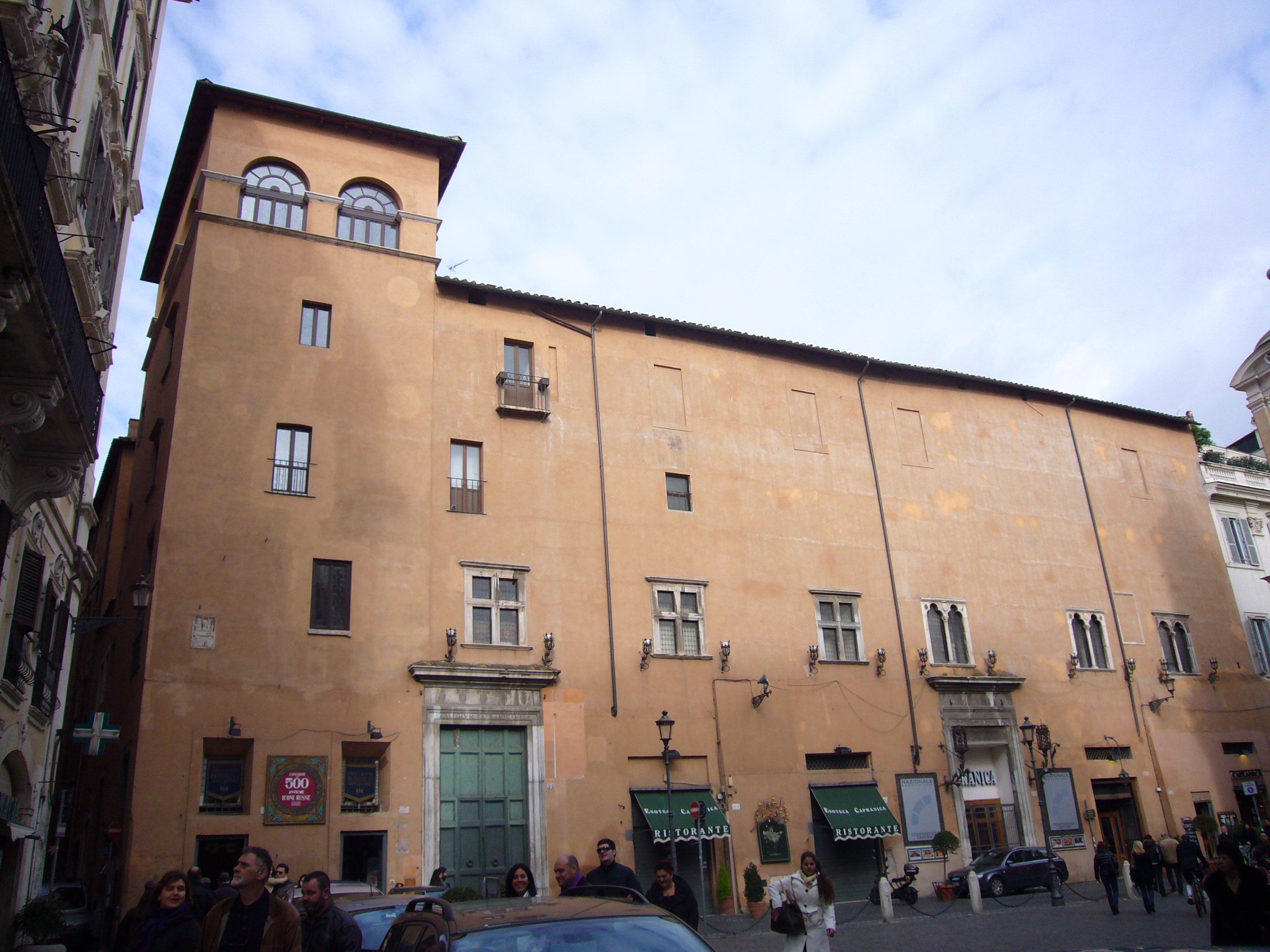
Palazzo Capranica. A entrada para o Teatro Capranica é a primeira grande porta da direita para a esquerda.

Palazzo Capranica é um palácio renascentista situado na Piazza Capranica, no rione Colonna de Roma, Itália, e que abriga o Almo Collegio Capranica, o primeiro seminário de Roma, o Teatro Capranica, originalmente construído em 1679 pela família Capranica e o segundo teatro público da cidade, e a capela de Sant'Agnese del Collegio Capranica. O teatro abrigou muitas estreias de óperas barrocas, incluindo "Tito e Berenice", de Caldara, Griselda", de Scarlatti, e Ercole su'l Termodonte, de Vivaldi. Ele deixou de operar como teatro e casa de ópera em 1881 e, em 1922, foi convertido num cinema. Quando este fechou em 2000, o local tem servido para eventos como conferências e performances artísticas.

## História

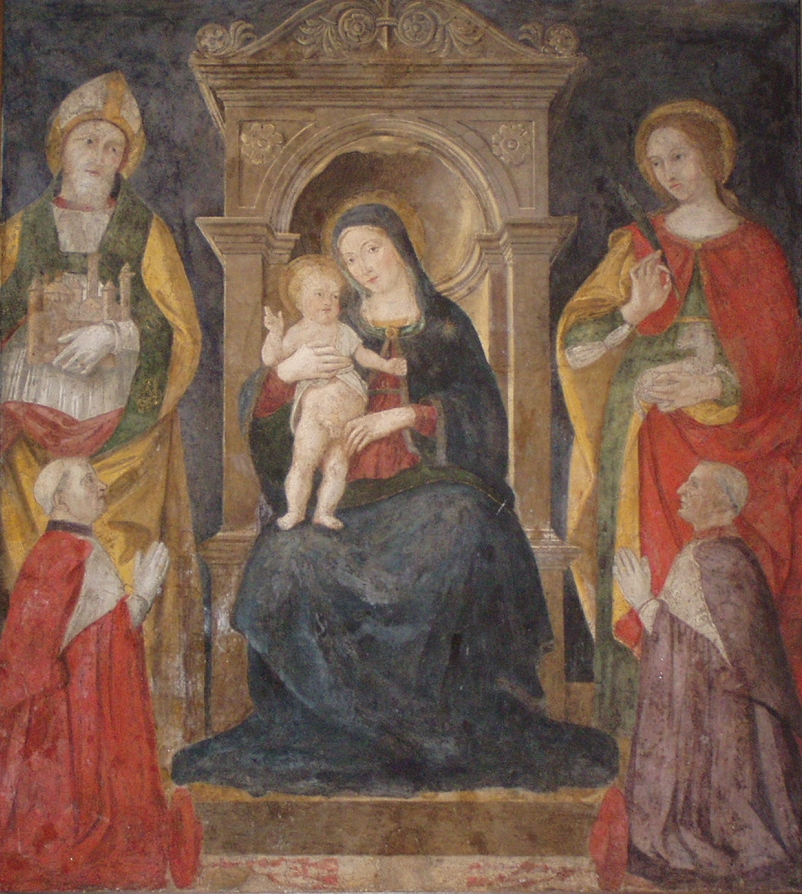
Os dois irmãos Capranica aparecem como doadores ajoelhados nesta cena de uma "Madona com o Menino com santos" na capela de Sant'Agnese del Collegio Capranica no Almo Collegio Capranica.

O palácio no qual o teatro estava abrigado foi construído em meados do século XV pelo cardeal Domenico Capranica para servir de residência e sede do Almo Collegio Capranica, uma universidade para jovens clérigos que ele fundou em 1457. Um dos poucos exemplos da arquitetura residencial romana do início do renascimento, ele tema ainda uma grande torre lateral e um piano nobile iluminado por três mainéis e mais outras três janelas em estilo gótico tardio, o que sugere que o palácio incorporou um edifício mais antigo que já existia no local. No final da década de 1670, outro membro da família, Pompeo Capranica, conseguiu implantar ali um teatro privado, utilizando o espaço anteriormente ocupado por aposentos da família mas sem mudar a aparência exterior do edifício. O teatro foi inaugurado em 6 de janeiro de 1679 com Arcangelo Corelli comandando a orquestra para a estreia da ópera Dov'è amore è pietà, de Bernardo Pasquini.
Com a ascensão do papa Alexandre VIII, Pompeo Capranica e seu irmão Federico receberam permissão para ampliar o teatro e abri-lo ao público. Eles encarregaram a tarefa a Carlo Buratti (um aluno de Carlo Fontana), que reconstruiu completamente o teatro em 1694, transformando-o no tradicional formato em U com 6 andares de 26 camarotes cada e acrescentando uma rica ornamentação. O empreendimento reabriu como um teatro público (o segundo de Roma — o primeiro foi o Teatro Tor di Nona, aberto em 1671) em 18 de janeiro de 1695 com uma apresentação de "Clearco em Negroponte", uma ópera em três atos composta em conjunto por Giovanni Lorenzo Lulier, Tommaso Gaffi e Carlo Francesco Cesarini. Porém, o novo teatro ainda não tinha uma entrada pública diretamente da rua. O público entrava através da oficina de um carpinteiro que ficava no andar térreo do palácio, cujo contrato de aluguel exigia que ele a fechasse durante a estação de óperas e que ele providenciasse, às suas custas, uma escadaria de madeira para que a audiência conseguisse chegar até o teatro. Esta estranha situação só seria resolvida no século XIX.
No pontificado de Inocêncio XII, as peças teatrais públicas foram novamente proibidas e o teatro ficou fechado entre 1699 e 1711. Quando a proibição foi revogada, os irmãos reabriram e logo atraíram o patrocínio do cardeal Pietro Ottoboni, que contribuiu para as obras de renovação depois do longo período fechado, uma obra que foi entregue ao arquiteto pessoal do cardeal, Filippo Juvarra. As duas décadas depois da reabertura marcaram o auge do teatro, que se tornou a principal casa de ópera de Roma e abrigou as estreias de muitas novas óperas, com cenários inovadores projetados por Juvarra e Francesco Galli Bibiena. O compositor Alessandro Scarlatti era muito ligado com os irmãos Capranica e realizou ali as estreias de muitas de suas óperas a partir de 1679. Quando ele retornou para Roma, em 1719, depois de suas estadia em Nápoles, Scarlatti produziu três de suas mais importantes óperas para o Teatro Capranica, "Telemaco", "Marco Attilio Regolo" e "Griselda". Entre 1718 e 1721, os Capranica também patrocinaram a estreia do oratório de Scarlatti, "La gloriosa gara tra la Santità e la Sapienza", além de muitas de suas cantatas.
Com a construção de novos teatros públicos em Roma, como Teatro Alibert (1718), Teatro Valle (1727) e o Teatro Argentina (1732), o Capranica foi perdendo gradualmente importância, embora ainda na década de 1750 ele ainda fosse o preferido de Goldoni para suas peças. Em 1760, ele escreveu sua comédia, "Pamela maritata" para ser encenado ali. O teatro passou por diversas outras renovações, fechamentos novos proprietários a partir da segunda metade do século XVIII. No século seguinte, deixou de ser uma importante casa de ópera da cidade e se concentrou em óperas e peças de comédia (geralmente em dialeto romano), apresentações de acrobacia e shows de marionetes. O teatro retornou para a família Capranica em 1853, quando o marquês Bartolomeo Capranica recomprou-o do príncipe Alessandro Torlonia e gastou uma enorme quantidade de dinheiro para reformá-lo. Porém, o local jamais recuperou seu prestígio de outrora. 
Finalmente, os custos de manutenção e o público cada vez menos interessado resultaram no fim do teatro. Ele fechou definitivamente depois de uma apresentação da ópera Ernani, de Verdi, em 1 de março de 1881. Num primeiro momento, o local foi alugado para ser um armazém de mobiliário, mas ficou completamente vazio e esquecido entre 1895 e 1922, quando foi convertido num cinema.

## Teatro atual

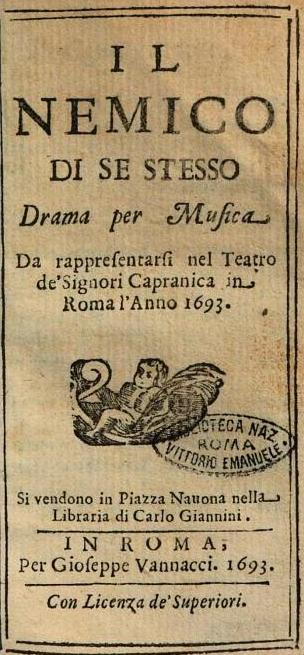
Libretto de Il Nemico di se Stesso, uma das muitas obras a estrear no Teatro Capranica.

Depois do fechamento do "Cinema Capranica", em 2000, o teatro de 800 lugares (em sua configuração mínima) foi reaberto como um local para conferências e apresentações disponível para aluguel. Sob o controle do Hotel Nazionale e gerenciado pela Montecitorio Eventi S.r.l., o local abrigou desde então quatro produções de ópera em pequena escala da associação "Aulico – Opera & Musica" e, ao longo dos anos, foi o local de encontro de diversos encontros de partidos políticos italianos. Em janeiro de 2013, Silvio Berlusconi realizou ali um discurso de duas horas no qual introduziu os candidatos do Popolo della Libertà para a eleição geral italiana de 2013.

## Estreias de óperas
Mais de 50 obras (incluindo óperas, oratórios, cantatas e peças) estrearam no Teatro Capranica. A primeira ópera foi "Dov'è amore è pietà", de Pasquini, que inaugurou o teatro em 1979. A estreia, em 1728, de "L'isola di Alcina", de Riccardo Broschi, foi marcada pela presença de seu irmão, o celebrado castrato Farinelli, no papel de Ruggiero. Assim como a maioria das óperas que estrearam no local antes de 1750, era uma opera seria. Depois disso, quase todas passaram a ser do tipo opera buffa, como "La cantarina" (1756), de Galuppi, ou "La donna di spirito" (1770), de Piccinni. A maioria das mais curtas, como "La vendemmia" (1760), de Antonio Sacchini, foram escritas especificamente escritas para serem intermezzos cômicos de outras peças. Além destas, destacam-se as seguintes estreias:
- "Tito e Berenice" (1714), de Caldara[13]
- "Griselda" (1721), de Scarlatti[14]
- "Ercole su'l Termodonte" (1723) e "Giustino" (1724), de Vivaldi[15]
- "La Statira" (1726), Albinoni[13]